# キム・キルシェン
キム・キルシェン（Kim Kirchen、1978年7月3日- ）はルクセンブルク市出身の自転車競技選手。キム・キルヒェンという表記もよく使用される。ちなみに、ルクセンブルク・スポーツマンオブザイヤーを5回（2000、2003～2005、2007）受賞しているが、同郷の名自転車選手である、シャルリー・ゴールの4回を上回っており、現在のルクセンブルクを代表する自転車競技選手である。

## 経歴
ツール・ド・フランスで2度の総合5位を記録したジーン・キルシェンの大甥、元プロロード選手のエルニー・キルシェンの息子として生まれる。
1999年から2年間はスロバキアのデ・ナルディチームに在籍していたが、99年にルクセンブルクの国内選手権・エリート個人ロード及びアンダー23個人タイムトライアルを制覇。翌2000年の国内選手権・個人ロードでは2位に食い込み、これらの実績が評価されて、2001年にイタリアのファッサ・ボルトロチームとプロ契約を結ぶ。
2002年、エネコ・ツアーの前身にあたる、ロンド・ファン・ネーデルランド及びツール・ド・ベルンにて総合優勝。2003年、ジロ・デ・イタリア初出場。総合29位。2004年、ツール・ド・フランス初出場（総合63位）。アテネオリンピック6位入賞の他、2度目の国内選手権・個人ロードを制覇。2005年、この年から実施されることになったUCIプロツアー対象レース、ツール・ド・ポローニュにおいて総合優勝及びポイント賞も獲得。また、フレッシュ・ワロンヌでは2位に入る。
2006年、この年よりT-モバイルチーム（現 チーム・コロンビア＝HTC）に移籍。3度目の国内選手権・個人ロードを制覇。2007年、ツール・ド・フランスにおいて第15ステージで2位に入った他、総合でも7位に食い込む。この他、ティレーノ〜アドリアティコ、ツール・ド・スイスで共に総合2位、ツール・ド・ポローニュでは総合3位に入っている。
2008年、バスク一周総合7位（第2ステージ優勝）。フレッシュ・ワロンヌでは、カデル・エヴァンスらを振り切り同レース初優勝を飾った。ツール・ド・スイスでは頂上ゴールの第6ステージでアンドレアス・クレーデン、ロマン・クロイツィガーらを振り切ってステージ優勝を上げ、総合首位に立ち、最終的には総合7位に入った。ツール・ド・フランスでは、序盤から総合成績で好位置をキープし、第6ステージ終了後にシュテファン・シューマッハーからマイヨ・ジョーヌを奪った。その後第9ステージまでマイヨを堅持。山岳コースで苦戦を強いられ、一時は総合10位以内からも脱落したが、最終的に総合8位に入った。
2009年、国内選手権・ITT連覇。
2010年、チーム・カチューシャへ移籍。ツール・ド・スイスの期間中、ホテルで心臓発作を起こし倒れ、病院へ搬送された。医師によって安全のために昏睡状態に置かれる等の処置が取られたが一命を取りとめ、現在はレースへの復帰を目指している。

## 主な実績
2002年
ロンド・ファン・ネーデルランド 総合優勝
2003年
パリ〜ブリュッセル 優勝
2004年
 ルクセンブルク国内選手権・個人ロード 優勝
アテネオリンピック・個人ロード 6位
2005年
ツール・ド・ポローニュ 総合優勝
フレッシュ・ワロンヌ 2位
2006年
 ルクセンブルク国内選手権・個人ロード 優勝
2007年
ツール・ド・フランス 総合7位
ツール・ド・スイス 総合2位
ティレーノ〜アドリアティコ 総合2位
ツール・ド・ポローニュ 総合3位
2008年
フレッシュ・ワロンヌ 優勝
 ルクセンブルク国内選手権・個人タイムトライアル 優勝
2009年
 ルクセンブルク国内選手権・個人タイムトライアル 優勝

## タイプ
ワンデイ・レースにおいては、フレッシュ・ワロンヌのような、コース内に急勾配の丘陵を含んだレースで実績をあげている。ステージレースでは、タイムトライアル、山岳コースをソツなくこなすオールラウンダータイプであり、グランツールにおける活躍も期待される。